# Maison Rogister (rue Ramoux)
Ne doit pas être confondu avec Maison Rogister (Rue Lairesse).
La Maison Rogister est une immeuble de style Art nouveau située dans le quartier du Laveu à Liège en Belgique.

## Histoire
Elle a été réalisée par l'architecte Victor Rogister en 1907-1908. Il est à noter qu'un autre immeuble liégeois situé rue Lairesse est aussi souvent appelé la Maison Rogister.

## Situation
Cette maison se trouve au no 29 de la rue Ramoux située dans le quartier liégeois de Saint-Gilles entre la rue Saint-Gilles et la rue Destriveaux. 
Elle avoisine une autre maison avec éléments de style art nouveau implantée au carrefour de la rue Ramoux et de la rue Destriveaux où l'on peut, entre autres, admirer deux chouettes sculptées dans la pierre.

## Description
La maison Rogister est une maison de ville de taille moyenne. Elle est bâtie en pierre de grès de différentes teintes en ce qui concerne le soubassement (qui s'élève jusqu'au sommet de la porte d'entrée) et en brique rouge pour le reste de la construction.
L'élément le plus marquant de cette habitation est la baie de l'entresol construite sous une voûte en brique avec clés en pierre. Cette baie comprenant une porte vitrée, une baie d'imposte et des fenêtres est ornée de petits vitraux colorés en jaune et en bleu et précédée d'un balconnet. De chaque côté de la baie, se trouve une sculpture en pierre représentant un buste de femme sous un décor floral. Ces deux bustes sont l'œuvre du sculpteur Oscar Berchmans.
Sous la baie, des petites fenêtres en triplet sont protégées par une ferronnerie composée de trois tiges verticales traversant un cercle reprenant une symbolique maçonnique. Ces mêmes ensembles tiges-cercle sont aussi visibles sur la façade de la Maison Defeld réalisée par le même Victor Rogister.